# Zathura (программа)
Zathura — программа-просмотрщик файлов в форматах PDF, DjVu, PostScript и т. д.. Предоставляет минималистичный и простой в использовании интерфейс; управление в основном ориентировано на взаимодействие с клавиатурой (Vim-подобный набор команд), и мышь является лишь дополнительным необязательным инструментом.
Отличается быстротой работы и легковесностью. Разрабатывается и распространяется свободно и открыто с использованием библиотеки girara, основанной на GTK+. Кроссплатформенная программа в пределах Unix-подобных систем (Linux, FreeBSD, OS X).

## Описание интерфейса
Zathura имеет псевдоконсольный интерфейс. На главном экране можно видеть:
- монохромное поле в котором открывается документ,
- строку, содержащую путь к файлу (её можно скрыть комбинацией Ctrl+n),
- командную строку, которая по умолчанию скрыта в обычном режиме и появляется после ввода :. Её также можно вызвать комбинацией Ctrl+m.

Для ввода команды необходимо перейти в соответствующий режим с помощью ввода :. Далее можно непосредственно ввести имя команды или пролистать возможные команды клавишей Tab ↹. При пролистывании справа будут описания команд (см. рис.).
Для перехода в полноэкранный режим используется клавиша F11.
Для просмотра презентаций существует специальный режим, переключение на который осуществляется клавишей F5.
При обычном чтении можно листать страницы не только друг за другом, но и разворотами. Эта опция переключается клавишей d. При этом первуюстраницу можно просматривать как отдельно (располагается в правой колонке), так и на развороте со второй страницей. Переключение
:set first-page-column :1 -- первая страница в левой колонке,
:set first-page-column :2 -- в правой.

## Поддерживаемые форматы документов
Поддерживает различные форматы с помощью плагинов:
| Формат             | Плагин                                    | Библиотека для рендеринга         |
| ------------------ | ----------------------------------------- | --------------------------------- |
| PDF                | zathura-pdf-poppler или zathura-pdf-mupdf | poppler или mupdf, соответственно |
| DjVu               | zathura-djvu                              | djvulibre                         |
| PostScript         | zathura-ps                                | libspectre                        |
| Comic Book Archive | zathura-cb                                | libarchive                        |
| FictionBook        | zathura-pdf-mupdf                         | mupdf                             |
| epub               | zathura-pdf-mupdf                         | mupdf                             |

## Основные элементы управления
Это неполный список команд (см. man-страницы в командной оболочке).
Везде, где это имеет смысл, перед командой можно ставить число для повторения команды соответствующее число раз. Например:
10 J — перейти на 10 страниц вперед,
3 r — повернуть 3 раза по часовой стрелке, что эквивалентно одному разу против часовой,
и т. д.

### Привязки клавиш
| Привязка                                         | Описание                                               |
| ------------------------------------------------ | ------------------------------------------------------ |
| J, K                                             | Перейти на следующую, предыдущую страницу              |
| h, k, j, l                                       | Прокрутка влево, вверх, вниз, вправо                   |
| ←, ↑, ↓, →                                       | то же                                                  |
| Ctrl+t, d, u, y                                  | Прокрутка влево, вверх, вниз, вправо на полстраницы    |
| t, Ctrl+f или space, Ctrl+b или ⇧ Shift+space, y | Прокрутка влево, вверх, вниз, вправо на целую страницу |
| gg, G, nG (ngg)                                  | В начало, в конец, на n-ую страницу документа          |
| a, s                                             | Вместить страницу по высоте, по ширине                 |
| d                                                | Просмотр разворота                                     |
| /, ?                                             | Поиск по тексту                                        |
| n, N                                             | Перейти к следующему, предыдущему результату поиска    |
| o, O                                             | Открыть документ                                       |
| f                                                | Перейти по ссылке                                      |
| F                                                | Показать адрес ссылки                                  |
| r, nr                                            | поворот по часовой стрелке, поворот n раз              |
| Ctrl+r                                           | инвертировать цвета (в ЧБ)                             |
| R                                                | Перезагрузить документ                                 |
| +, -, =                                          | Увеличить, уменьшить, оригинальный размер              |
| q                                                | выход                                                  |
| Переключение режимов                             |                                                        |
| F11                                              | Полноэкранный режим                                    |
| :                                                | Режим ввода команд                                     |
| F5                                               | Режим презентации                                      |
| Tab ↹                                            | Переключение в режим оглавления и обратно              |
| Esc                                              | Обычный режим (чтение)                                 |

| Навигация в режиме оглавления |                                 |
| k, j                          | Перемещение на пункт выше, ниже |
| l                             | Развернуть пункт                |
| L                             | Развернуть все                  |
| h                             | Свернуть                        |
| H                             | Свернуть все                    |
| Space, ↵ Enter                | Выбрать и открыть пункт         |

### Команды
(вводимые после :)
| Команда       | Описание                                      |
| ------------- | --------------------------------------------- |
| bmark         | Сохранить закладку                            |
| bdelete       | Удалить закладку                              |
| blist         | Переход на закладку                           |
| close         | Закрыть документ                              |
| exec          | Выполнить внешнюю команду                     |
| info          | Показать информацию о документе               |
| help          | Показать справочную страницу                  |
| open, o       | Открыть документ                              |
| offset        | Настройка смещения страницы                   |
| print         | Печать документа                              |
| write, write! | Сохранить документ, принудительная перезапись |
| export        | Экспорт приложений (Export attachments)       |

Примеры использования команд:
:help
:open /home/username/Documents/document.ps  — открылся документ document.ps
:info

### Конфигурационный файл
Внешний вид и поведение Zathura могут быть изменены в конфигурационном файле zathurarc (~/.config/zathura/zathurarc). Поведение zathura может быть задано с помощью команды set. К примеру, если мы хотим чтобы выделение мышью копировалось в буфер обмена, а не x11 primary selection, в этот файл надо добавить строку set selection-clipboard clipboard. Таким-же образом настраиваются и пользовательские привязки клавиш. Здесь же можно задать параметры girara, от которых зависит внешний вид Zathura.